# Euselasia terrea
Euselasia terrea är en fjärilsart som beskrevs av Hans Ferdinand Emil Julius Stichel 1924. Euselasia terrea ingår i släktet Euselasia och familjen Riodinidae. Inga underarter finns listade i Catalogue of Life.